# Campionati del mondo di triathlon del 2019 - Nottingham
La  seconda gara della serie a staffetta mista dei Campionati mondiali di triathlon del 2019 si è tenuta a Nottingham, Regno Unito, in data 15 giugno 2019 .

## Risultati
| Pos. | Atleta                                                                        | Paese         | 1 frazione | 2 frazione | 3 frazione | 4 frazione | Totale    |
| ---- | ----------------------------------------------------------------------------- | ------------- | ---------- | ---------- | ---------- | ---------- | --------- |
|      | Georgia Taylor-Brown Ben Dijkstra Sophie Coldwell Alex Yee                    | Regno Unito   | 00:21:30   | 00:19:40   | 00:22:10   | 00:19:51   | 01:23:13" |
|      | Jolanda Annen Max Studer Alissa Konig Adrien Briffod                          | Svizzera      | 00:22:03   | 00:19:48   | 00:22:07   | 00:19:54   | 01:23:55" |
|      | Emilie Morier Dorian Coninx Leonie Periault Pierre Le Corre                   | Francia       | 00:21:56   | 00:19:50   | 00:22:08   | 00:20:07   | 01:24:03" |
| 4    | Joanna Brown Michael Lori Amelie Kretz Alexis Lepage                          | Canada        | 00:21:57   | 00:20:05   | 00:22:05   | 00:20:17   | 01:24:25" |
| 5    | Lena Meißner Valentin Wernz Caroline Pohle Jonas Schomburg                    | Germania      | 00:22:06   | 00:19:39   | 00:22:27   | 00:20:14   | 01:24:28" |
| 6    | Verena Steinhauser Gregory Barnaby Alice Betto Nicola Azzano                  | Italia        | 00:21:59   | 00:19:55   | 00:22:07   | 00:20:46   | 01:24:49" |
| 7    | Ainsley Thorpe Hayden Wilde Nicole Van Der Kaay Tayler Reid                   | Nuova Zelanda | 00:23:02   | 00:19:23   | 00:22:30   | 00:19:59   | 01:24:55" |
| 8    | Emma Jeffcoat Matthew Roberts Natalie Van Coevorden Ryan Fisher               | Australia     | 00:22:06   | 00:20:01   | 00:23:08   | 00:20:00   | 01:25:17" |
| 9    | Maya Kingma Marco Van Der Stel Rachel Klamer Jorik Van Egdom                  | Paesi Bassi   | 00:22:30   | 00:20:32   | 00:22:31   | 00:20:21   | 01:25:55" |
| 10   | Renee Tomlin William Huffman Tamara Gorman Tony Smoragiewicz                  | Stati Uniti   | 00:24:13   | 00:20:42   | 00:22:13   | 00:20:01   | 01:27:10" |
| 11   | Mercedes Romero Orozco Crisanto Grajales Lizeth Rueda Santos Rodrigo Gonzalez | Messico       | 00:23:27   | 00:20:49   | 00:23:14   | 00:20:48   | 01:28:19" |
| 12   | Charlotte Deldaele Noah Servais Hanne De Vet Dries Matthys                    | Belgio        | 00:23:15   | 00:20:39   | 00:23:42   | 00:21:37   | 01:29:15" |
| 13   | María Rico Meneses Genis Grau Iria Rodriguez Alberto Gonzalez Garcia          | Spagna        | 00:23:24   | 00:20:52   | 00:24:49   | 00:20:57   | 01:30:03" |
| 14   | Juri Ide Koki Yamamoto Niina Kishimoto Shiruba Taniguchi                      | Giappone      | 00:26:29   | 00:21:38   | 00:22:54   | 00:21:22   | 01:32:25" |